# Station Baarn Buurtstation
Station Baarn NCS (ofwel: Baarn Buurtstation) is een voormalig treinstation en rijksmonument in Baarn in de provincie Utrecht. Het door J.F. Klinkhamer ontworpen stationsgebouw werd geopend op 27 juni 1898 door de ULM als eindpunt van de Stichtse lijn, de lokaalspoorweg Baarn - Den Dolder (- Utrecht), en lag vlak naast het station van de concurrerende maatschappij HSM. Het is gewaardeerd als rijksmonument.

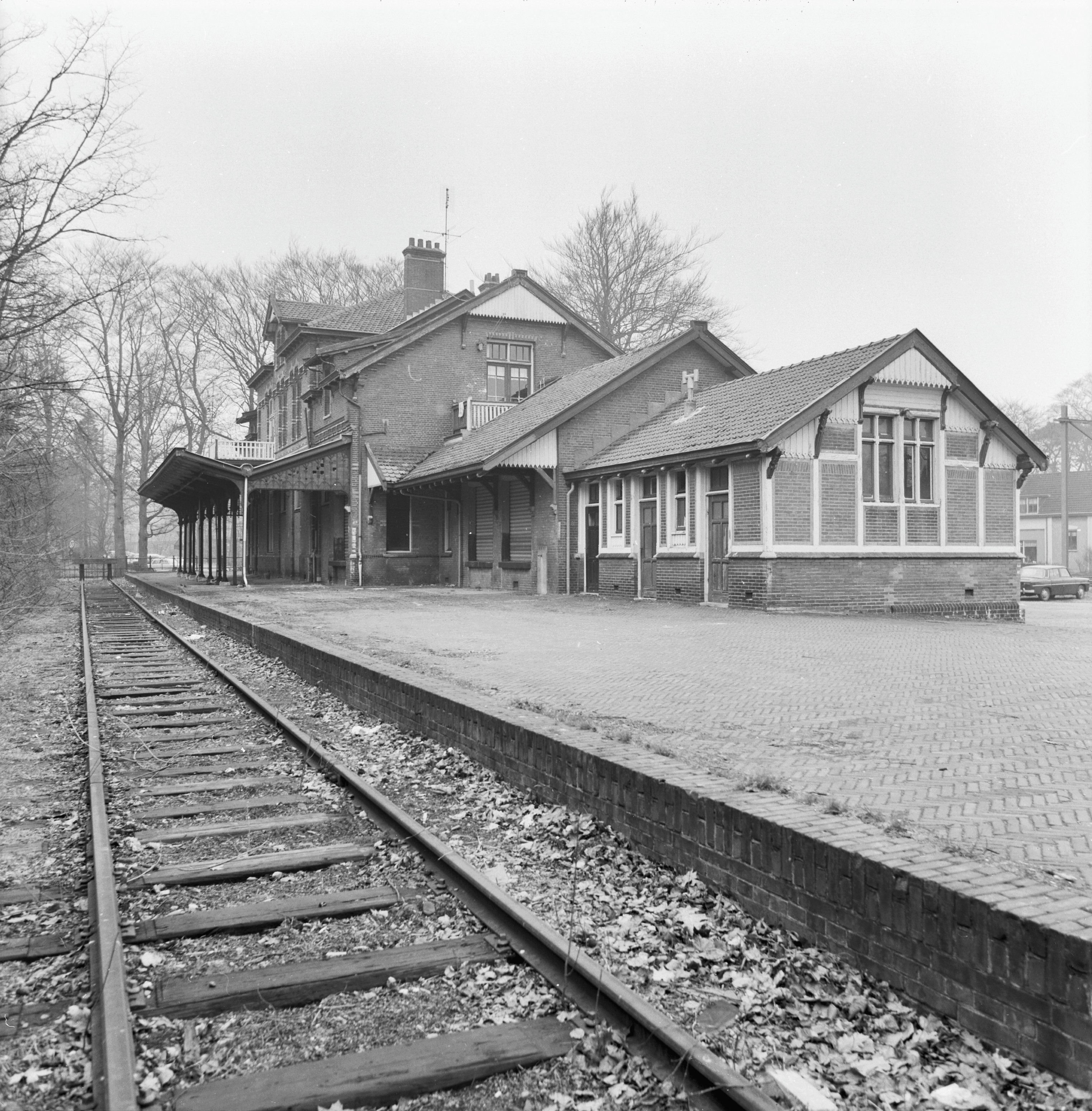
Baarn Buurtstation in 1976

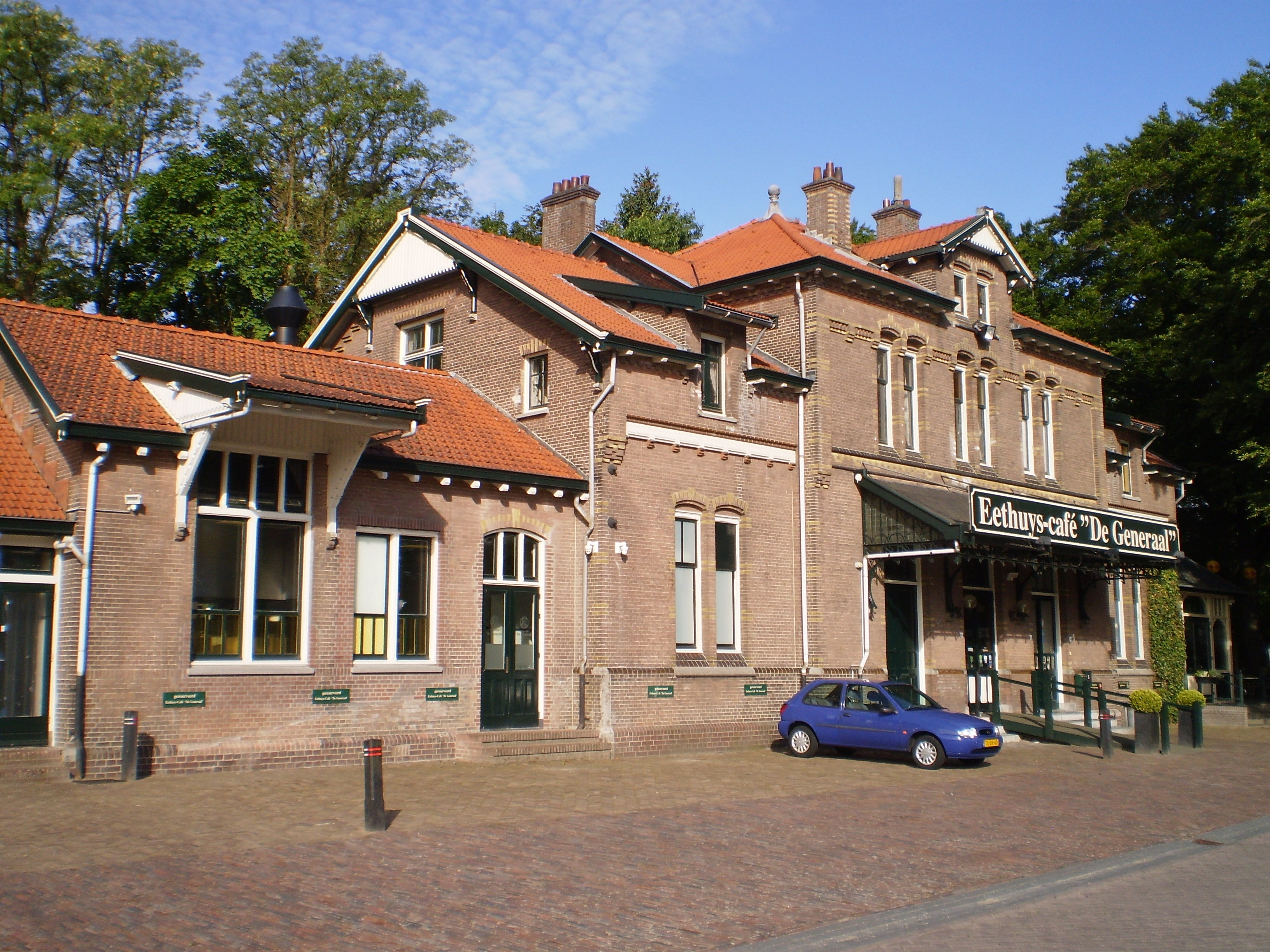
Buurtstation in 2015

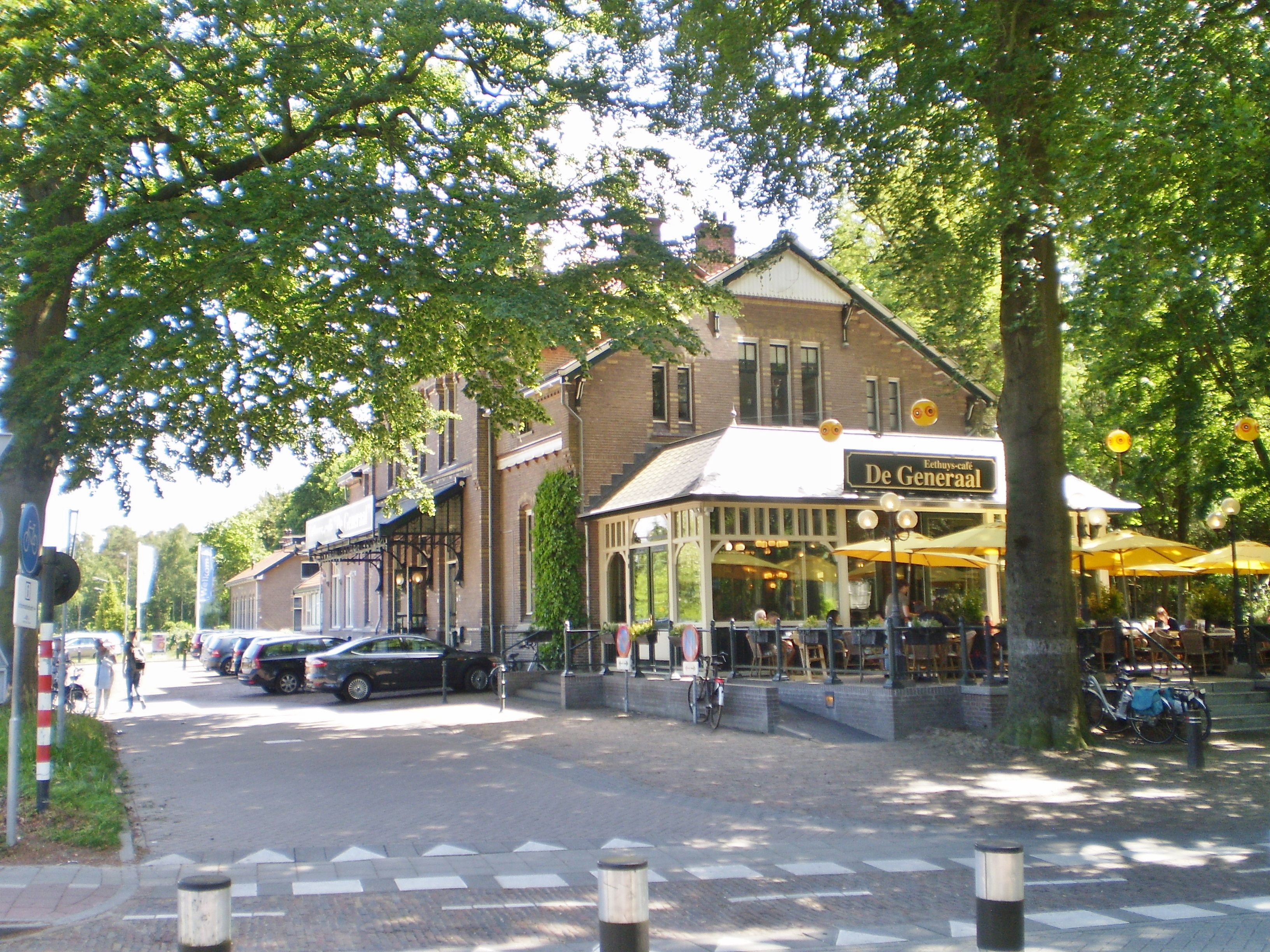
Vanaf de Van Heutszlaan

De lijn werd geëxploiteerd door de NCS, en vanaf 1919 door de Staatsspoorwegen die in 1938 opgingen in de Nederlandse Spoorwegen. In 1948 werd de lijn Den Dolder - Baarn geëlektrificeerd en werd het eindpunt van de treinen uit Utrecht verplaatst naar het HSM-station, het huidige station Baarn, waarna op 25 juli 1948 het buurtstation werd gesloten.
Het stationsgebouw bleef bestaan en is tegenwoordig in gebruik als restaurant.